# Unione Sportiva Livorno 1915
L'Unione Sportiva Livorno 1915 S.S.D. a r.l., meglio nota come Livorno, è una società calcistica italiana con sede nella città di Livorno. 
Milita in Serie C, la terza divisione del campionato italiano di calcio.
Rifondata nel 2021 in continuità de facto con la tradizione sportiva iniziata nel 1915, ha disputato 29 stagioni al più alto livello del campionato italiano, 18 delle quali nella massima serie a girone unico. Dopo aver raggiunto la finalissima nazionale nella stagione 1919-1920, è stata una delle 18 squadre ammesse nel 1929 a disputare il primo campionato di A, dove vanta come miglior risultato il secondo posto conseguito nel 1942-1943. Nel suo palmarès annovera inoltre la vittoria di vari campionati e coppe minori nazionali, che gli è valsa la 26ª miglior tradizione sportiva in Italia, mentre in campo europeo vanta una partecipazione alla Coppa UEFA nell'annata 2006-2007. 
Il Livorno occupa la 27ª posizione nella classifica perpetua della Serie A, nonché la 28ª nella classifica perpetua della Serie B.

## Storia

### Anni 1910

#### La nascita

Il Livorno della stagione 1919-1920, vincitore del torneo peninsulare dell'Italia Meridionale e finalista in Prima Categoria.

L'Unione Sportiva Livorno nacque il 17 febbraio 1915 dalla fusione delle due preesistenti realtà calcistiche cittadine, la Virtus Juventusque e la SPES Livorno. L'accordo di unione, voluto dai dirigenti di SPES e Virtus, venne sottoscritto il 14 febbraio ma ufficializzato soltanto tre giorni dopo, poiché si temeva il malcontento dei tifosi delle due compagini, divisi da un forte antagonismo. Il cavaliere Arrigo Galeotti venne nominato primo presidente. Come colore sociale fu scelto l'amaranto, simbolo della città. Il primo terreno di gioco fu quello di Villa Chayes.

#### La finalissima nazionale
Il Livorno ebbe il suo battesimo calcistico a livello nazionale nella stagione 1919-1920, quando sfiorò addirittura il titolo di campione d'Italia: trascinati dai gol del giovanissimo Mario Magnozzi, gli amaranto vinsero infatti il campionato centro-sud battendo in finale la Fortitudo Roma per 3-2 e si qualificarono così alla finalissima contro l'Inter, vincitrice del campionato del nord, perdendo solo per 3-2 una partita disputata per la maggior parte in inferiorità numerica per un infortunio. Tale fu il giudizio de La Stampa sul Livorno: «L'Internazionale F.C. ha arrischiato di farsi mettere in iscacco dall'[...]audace squadra dell'U.S. Livorno, campioni di football dell'Italia centro-meridionale. L'U.S. Livorno dev'essere tornata piena di orgoglio ai propri lari. Cedere di misura ad una squadra come quella dei nero azzurri, per due goal contro tre, dopo di aver giuocato due terzi della partita con dieci uomini, può essere considerato dai livornesi come una mezza vittoria.
Essi dovettero il brillante risultato alla loro resistenza e ad una grande tenacia di tutti i loro elementi, sorretti da un meraviglioso entusiasmo». Per i toscani nel primo tempo della partita andò tutto storto: il Livorno non solo, secondo la cronaca de Il Telegrafo, fallì un calcio di rigore sullo 0-0 (anche se la cronaca de La Stampa, meno dettagliata, non ne fa menzione), ma dovette giocare la maggior parte della partita in 10 uomini per colpa di un infortunio (allora non erano permesse le sostituzioni) che costrinse, al 29°, il terzino livornese Innocenti I a lasciare il campo anzi tempo; l'Inter approfittò dell'uomo in più e si portò sul tre a zero grazie a una doppietta di Agradi al 12° e al 34° e gol di Aebi al 44°. Nella ripresa tuttavia si ebbe il risveglio dei livornesi e i neroazzurri «devono subire una superiorità effettiva da parte di coloro i quali sono stati fino allora dominati»: addirittura la difesa dell'Inter «deve prodigarsi a tutt'uomo per evitare gravi sorprese» perché sfinita.
All'8º minuto della ripresa il giocatore neroazzurro Viganò si infortunò e, anche se riuscì a rientrare in campo, il suo rendimento ne risentì molto. I gol livornesi arrivarono nel finale: al 38º minuto, dopo una palla gol del Livorno sventata in corner da Francesconi, sul successivo calcio d'angolo, battuto da Corte, Magnozzi insaccò di testa, accorciando le distanze; quattro minuti dopo, approfittando di una mischia in area neroazzurra e di «un arresto insufficiente» del portiere neroazzurro, coperto dai compagni, il Livorno segnò di nuovo, portando il risultato sul 3-2 (si hanno discordanze sull'autore del gol: o autorete di Campelli o rete di Magnozzi). A questo punto il Livorno cercò di pareggiare, non riuscendoci anche perché ormai non mancavano che tre minuti alla fine della partita. L'Inter vinse così, anche se con più fatica del previsto, il suo secondo tricolore. Secondo il giudizio del quotidiano labronico Il Telegrafo, «i livornesi hanno giocato in dieci per quasi tutto il primo tempo e per tutta la ripresa; nell'insieme, come prova il numero dei corner, hanno dimostrato una certa superiorità in campo; e sono stati danneggiati, e non lievemente, dalla scarsa attenzione dell'arbitro. Egli ha concesso il terzo punto fatto in evidente posizione di off-side e non ha veduto i due falli di mano commessi dai terzini milanesi in area di rigore. I livornesi hanno perduto ma onorevolmente perduto». L'anno dopo il Livorno ci riprovò, ma questa volta si fermò in finale del campionato centro-sud, sconfitto dal Pisa.

### Dagli anni 1920 ai 1940
Gli anni venti non trovarono più il Livorno all'altezza di simili exploit, anche se la squadra riuscì sempre a mantenersì al massimo livello nazionale, disputando prima i campionati di Prima Divisione e poi quelli di Divisione Nazionale; continuò invece a farsi notare Magnozzi, che si laureò capocannoniere di Prima divisione nella stagione 1924-1925 ed ottenne un posto in nazionale per poi passare al Milan.
Ai nastri di partenza del campionato di Serie A 1929-30, il primo della storia a girone unico, l'unica squadra toscana fu il Livorno, che conquistò una meritata salvezza. Gli anni successivi videro gli amaranto fare la spola tra la A e la B, alternando salvezze con più o meno affanni a retrocessioni presto rimediate con la risalita. Durante quegli anni, a seguito di un crescente interesse che aveva reso angusto il campo di Villa Chayes, vide la luce il nuovo stadio, all'epoca intitolato ad Edda Ciano e successivamente al compianto Armando Picchi.

#### Il secondo posto nel 1942-1943

Il Livorno del 1942-1943, secondo classificato in Serie A. Tale piazzamento è tuttora il migliore degli amaranto nella massima serie italiana a girone unico.

Nella stagione 1942-1943, dopo due sofferte salvezze consecutive, la squadra venne affidata a Ivo Fiorentini, ex tecnico dell'Ambrosiana. Sei vittorie consecutive iniziali, tra cui il successo per 2-1 sul campo del Torino, promossero a seria candidata per lo scudetto il Livorno che all'ottava giornata, dopo la vittoria a Milano contro l'Ambrosiana, guidava la classifica con cinque punti di vantaggio sul Torino secondo. Superato un periodo di leggero calo, i toscani ottennero il titolo di campione d'inverno in coabitazione coi granata. Nel girone di ritorno gli amaranto proseguirono la propria marcia: a sette turni dal termine erano quattro i punti di vantaggio sulle inseguitrici.
Alla quart'ultima giornata però il Livorno venne sconfitto dalla Roma e per la prima volta venne superato dal Torino. Il testa a testa proseguì fino all'ultima giornata, con i piemontesi avanti di un punto sui toscani. Il 25 aprile 1943, mentre gli amaranto si imposero in casa sul Milan, il Torino faticò sul campo del Bari che lottava per non retrocedere; il gol di Valentino Mazzola a pochi minuti dal termine regalò vittoria e scudetto ai granata, mentre il Livorno chiuse il campionato al secondo posto con 43 punti, frutto di 18 vittorie, 7 pareggi e 5 sconfitte.

11 ottobre 1942, Pietro Degano ha appena scagliato in porta il pallone con cui i livornesi espugnano il Filadelfia, battendo il Grande Torino.

Questo l'undici di base della squadra che sfiorò l'impresa: Silingardi, Del Bianco, Lovagnini; Capaccioli, Traversa, Tori; Piana, Stua, Raccis, Zidarich, Degano. Capocannoniere della squadra fu Piana con 12 reti.

### Dal dopoguerra agli anni 1960
In seguito alla sospensione dei campionati a causa della guerra, la vecchia U.S. Livorno sospese ogni attività mentre in città, dopo la liberazione del 1944, furono costituite due nuove società, l'U.S. Livorno 1944 (casacca amaranto) e la S.S. Pro Livorno (casacca bianco-verde). Nell'aprile 1945 l'U.S. Livorno venne assorbito dalla S.S. Pro Livorno, la quale mantenne la casacca bianco-verde limitandosi ad aggiungere uno scudetto amaranto al centro. I biancoverdi della S.S. Pro Livorno disputarono il campionato toscano di guerra eliminando gli amaranto dell'U.S. Livorno 1944 nelle finali provinciali ma perdendo la finalissima contro la Fiorentina. Nel frattempo la S.S. Pro Livorno aveva intavolato trattative di fusione con l'U.S. Livorno 1944 che entrarono presto nella fase conclusiva. Il 5 agosto 1945 fu stabilito che la nuova società avrebbe assunto la denominazione di U.S. Pro Livorno e avrebbe adottato le storiche casacche amaranto. Nel 1946 la società tornò ad assumere la storica denominazione U.S. Livorno.
La sospensione bellica aveva però spezzato l'incantesimo e alla ripresa dei campionati il Livorno si allontanò inesorabilmente dai vertici, fino alla retrocessione in B nella stagione 1948-49. Sarebbero passati 55 anni prima che gli amaranto facessero ritorno in Serie A.
Nel corso degli anni cinquanta con la maglia amaranto fece il suo esordio il livornese Armando Picchi, futuro capitano e bandiera della Grande Inter. Picchi rimase 5 campionati a Livorno, dal 1954 al 1959, disputando 105 partite, prima di passare alla SPAL e poi all'Inter.

Una formazione del Livorno nel corso della stagione 1952-1953

Questo periodo vide il Livorno retrocedere addirittura in Serie C per ben due volte, fino ad un più stabile ritorno in B al termine della stagione 1963-64, con la squadra allenata da Guido Mazzetti e trascinata dai gol di Virgili (ex centravanti della Fiorentina) e Mascalaito. Seguirono in serie cadetta vari campionati senza particolari sussulti, a parte quello del 1967-68, che passò alla storia per l'invasione di campo dei tifosi indispettiti dalle decisioni dell'arbitro Sbardella durante l'incontro casalingo contro il Monza, episodio che costò non solo ben 5 giornate di squalifica del campo, ma anche una irrecuperabile flessione in classifica, dove fino a quel momento gli amaranto avevano occupato le primissime posizioni.

### Anni 1970 e 1980
Nella stagione 1971-72 il Livorno retrocesse di nuovo in serie C, ed entrò in una grave crisi finanziaria (culminata nel fallimento) che venne risolta con l'acquisizione della società da parte del petroliere Corasco Martelli, la cui presidenza segnò la storia del calcio labronico per un decennio.
Fu comunque un periodo piuttosto avaro di soddisfazioni, con il Livorno che non riuscì a schiodarsi dalla serie C, nonostante potesse disporre prima di uno degli attaccanti più prolifici della sua storia, Bruno Graziani, e poi di uno dei più amati, Miguel Vitulano; da ricordare le stagioni 1978-79, con un giovane Stefano Tacconi tra i pali ed una storica vittoria nel derby a Pisa con gol di Vitulano, e quella successiva, in cui il Livorno, guidato da Tarcisio Burgnich, mise in mostra una difesa granitica e sfiorò la promozione, giungendo terzo alle spalle di Catania e Foggia.

La vittoria amaranto del 1987 nella Coppa Italia di Serie C.

Nel 1982 si concluse l'era Martelli e nel 1983 la squadra retrocesse addirittura in Serie C2, per poi risalire immediatamente l'anno successivo quando, guidata da Renzo Melani, stravinse il campionato senza mai perdere e con sole 7 reti al passivo. Tra il 1985 e il 1988 indossò la maglia amaranto il giovane attaccante Igor Protti, destinato, in futuro, a scrivere pagine indelebili nella storia della società livornese. Furono però ancora anni bui, se si esclude il memorabile successo in Coppa Italia di Serie C nella stagione 1986-87, con il Livorno che, nella finale di ritorno tra le mura amiche col Campania Puteolana, ribaltò lo 0-1 subito all'andata grazie ad un rotondo 3-0 (a segno Casilli, Susi e D'Agostino). Si trattò di un episodio isolato, tanto che nel 1988 la società venne posta in liquidazione e assume il nome di Pro Livorno. Nel campionato 1988-89 il Livorno sprofondò nuovamente in C2 al termine di un'annata disastrosa.

### Anni 1990: fallimento e rinascita
Nel campionato 1989-1990 gli amaranto, pur giocando in condizioni estreme (problemi economici e molte mensilità non pagate) si salvarono in extremis. Nel 1990-1991 il sodalizio toscano tornò a chiamarsi Livorno dopo essere stato rilevato dal milanese Carlo Mantovani e sfiorò la Serie C1 trascinato dai goal di Michele Pisasale. Tuttavia in estate la Federazione estromise i labronici dalla Serie C2 per gravissimi problemi economici e la società, con la nuova denominazione di Associazione Sportiva Livorno Calcio, fu costretta a ripartire dal campionato di Eccellenza appena inaugurato, che vinse subito nettamente.
L'accesso al Campionato Nazionale Dilettanti fu tra l'altro messo in discussione da un nuovo fallimento a fine campionato. Una stagione in Serie D precedette il ritorno dei toscani in C2 nello stesso 1993. L'imprenditore pavese Claudio Achilli infatti rilevò la società, che giunse al secondo posto del suo girone tra i Dilettanti, fornendo ottime carte per il ripescaggio in quarta serie che puntualmente avvenne, vista la lunga serie di fallimenti nelle categorie superiori. Dopo il ripescaggio in Serie C2, nella stagione 1993-1994 il Livorno sfiorò la promozione: decisiva fu la sconfitta in casa del Gualdo, che salì in Serie C1 assieme al Pontedera.
L'anno successivo, grazie anche alle 19 reti di Stefan Schwoch, gli amaranto approdarono ai play-off, venendo subito eliminati dal Castel di Sangro che rimontò in casa la sconfitta rimediata al Picchi. Nella stagione 1995-1996, dopo il secondo posto in campionato dietro al Treviso, il Livorno raggiunse la finale dei play-off contro la Fermana a Ferrara, perdendo ai tiri di rigore. La promozione arrivò l'anno successivo, con la squadra affidata al tecnico Paolo Stringara: di nuovo secondi dopo le 34 giornate (alle spalle della Ternana), questa volta ai play-off gli amaranto non sbagliarono un colpo e nella finale di Reggio Emilia (davanti a 14.000 tifosi amaranto) sconfissero la Maceratese per 3-0 (reti di Vincioni, Bonaldi e Cordone). Protagonista della promozione fu il bomber livornese Enio Bonaldi, capocannoniere del girone con 19 reti.
Nella stagione 1997-1998, tornato in Serie C1, il Livorno sfiorò la Serie B al termine di un campionato veramente rocambolesco. La partenza fu incredibile, con ben 9 vittorie iniziali consecutive, ma una nuova beffa era dietro l'angolo. Prima spuntò un presunto illecito sportivo ed il Livorno venne penalizzato di 4 punti, poi subito dopo la fine del campionato la CAF tolse ai livornesi la vittoria nella partita col Siena, dopo che l'incontro era stata assegnato a tavolino agli amaranto per un'aggressione subita dai giocatori, col risultato che il secondo posto, dietro al Cesena promosso direttamente, andò alla Cremonese. Ai play-off ci fu una nuova grande delusione: nella finale a Perugia, proprio contro la Cremonese, davanti a 20.000 sostenitori labronici, gli amaranto si arresero alla malasorte (traversa di De Vincenzo) e a dubbie decisioni arbitrali (gol annullato a Geraldi, probabile rigore negato a Bonaldi), e finirono sconfitti (1-0) dopo i supplementari. L'anno successivo si chiuse l'era Achilli, con il Livorno che, anche a causa dello smantellamento della squadra, non solo non riuscì a ripetersi, ma restò addirittura impantanato nella lotta per non retrocedere, dalla quale si tirò fuori soltanto in extremis.

### Anni 2000
L'arrivo nel 1999 del presidente Aldo Spinelli costituì la svolta della storia recente della società, che in pochi anni passò dalle polveri della Serie C1 alle platee nazionali della Serie A ed europee della Coppa UEFA. Il primo e fondamentale colpo di mercato del nuovo presidente fu quello di riportare in amaranto Igor Protti, già capocannoniere della massima serie col Bari (1995-1996) ma da molti considerato ormai in parabola discendente (a torto, come i fatti dimostrarono). La prima stagione fu di assestamento: gli amaranto dopo 21 anni tornarono ad espugnare (2-1) l'Arena Garibaldi dei cugini pisani, ma rimasero lontani dal vertice.

#### Il ritorno in Serie A

Giorgio Chiellini, dal quartiere Ardenza alla maglia amaranto nonché tra i protagonisti del ritorno livornese in Serie A nel 2004, dopo 55 anni.

La stagione successiva arrivò in panchina l'esperto di promozioni Osvaldo Jaconi (già allenatore del Castel di Sangro dei miracoli) ed il Livorno iniziò a puntare alla Serie B. Il primo assalto (2000-2001) fallì di un soffio, col Modena che volò diretto verso la serie cadetta ed il Livorno che, trascinato dai gol di Protti (capocannoniere del girone), raggiunse i play-off ma si arrese in finale col Como (0-0 nell'andata a Livorno, 1-0 dopo i supplementari per i lariani nel ritorno a Como). Al secondo tentativo invece (2001-2002) il Livorno di Jaconi fece centro, vincendo il campionato al termine di un'appassionante lotta con un indomito Spezia. A cinque giornate dal termine, i liguri espugnarono il Picchi e si portarono ad una sola lunghezza dalla capolista amaranto. Seguirono però quattro vittorie consecutive degli uomini di Jaconi, che resero così vana la rimonta spezzina e riconquistarono la Serie B dopo ben 30 anni. Memorabile la penultima giornata a Treviso, con Igor Protti che a 4 minuti dal termine mise a segno il gol del definitivo 2-1.
La "matematica" arrivò all'ultima di campionato, grazie al 3-0 in casa contro un Alzano ormai rassegnato ai playout. Ciliegina sulla torta di una stagione trionfale fu il titolo di capocannoniere conquistato per la seconda volta consecutiva da Igor Protti (con ben 27 reti). Questo l'undici (privo del capitano Vanigli) che il 5 maggio 2002 scese in campo con l'Alzano: Ivan, Cannarsa, Doga, Gelsi, Fanucci, Mezzanotti, Ruotolo, Piovani, Alteri, Protti, Saverino.
In quella stessa annata il Livorno sfiorò anche il successo in Coppa Italia di Serie C, ma nella finalissima perse il doppio confronto contro l'AlbinoLeffe (2-1 per i bergamaschi all'andata, rocambolesco ma inutile 3-2 per il Livorno dopo i supplementari nel ritorno al Picchi).
Il ritorno in Serie B vide il Livorno guidato da Roberto Donadoni stanziare sorprendentemente nelle prime posizioni per tutta la prima parte della stagione. Un vistoso calo nel girone di ritorno fece però sfumare i sogni di promozione. Il campionato terminò con un onorevole decimo posto, impreziosito dall'approdo in Under 21 per il giovane portiere Marco Amelia e dal titolo di capocannoniere conquistato con 23 centri da uno straordinario Igor Protti, che divenne così il primo giocatore nella storia del calcio italiano a vincere la classifica marcatori in Serie A, in Serie B ed in Serie C1. Per il campionato di Serie B 2003-2004 il Livorno venne affidato al giovane mister Walter Mazzarri.
Due gli eventi chiave dell'estate che precedette il campionato: l'approdo in amaranto del bomber livornese Cristiano Lucarelli, dopo un lungo braccio di ferro con il Torino, ed il ripensamento da parte di Igor Protti che si convinse a continuare l'avventura con il suo Livorno, dopo che in un primo momento aveva deciso di concludere la propria carriera. In un estenuante torneo a 24 squadre il Livorno disputò un discreto girone di andata, per poi emergere prepotentemente in quello di ritorno. Tanti i successi da ricordare: quelli casalinghi sulle blasonate Fiorentina (2-0), Napoli (3-0 con tripletta di Protti) e Torino (3-1), e quelli fuori casa con Genoa (1-0) e Como (rocambolesco 5-3 agguantato nel finale). La grande cavalcata della seconda parte della stagione culminò con la vittoria esterna sul campo del Piacenza per 3-1, grazie alla quale il Livorno si assicurò matematicamente il ritorno in Serie A dopo ben 55 anni di assenza. Il Livorno chiuse terzo, alle spalle di Palermo e Cagliari. Stratosferica la coppia d'attacco Protti-Lucarelli (ben 53 gol in due), entrambi protagonisti di un'annata indimenticabile; importante anche il contributo del giovanissimo difensore Giorgio Chiellini.

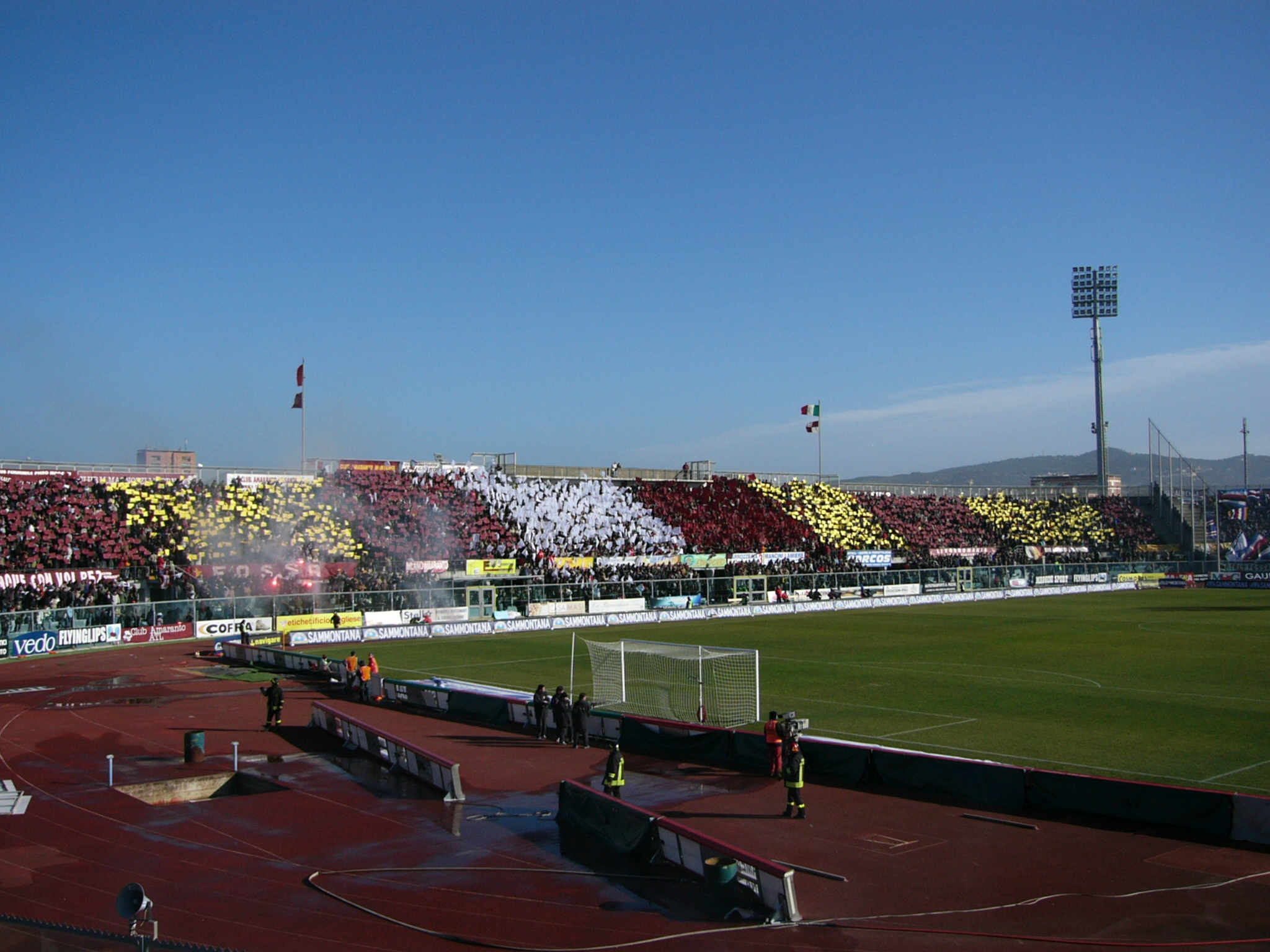
13 febbraio 2005, la festa per il novantesimo anniversario del club toscano.

Al ritorno in Serie A, l'obiettivo era la salvezza: il Livorno diede fiducia quasi totale al centrocampo e all'attacco della promozione, rinnovando invece per intero la difesa; in panchina, Franco Colomba prese il posto di Mazzarri. Fu il Milan campione di Italia a dare il bentornato al Livorno. Circa 10.000 sostenitori labronici (molti dei quali agghindati con una bandana come strumento di satira contro il presidente del Milan Berlusconi) si recarono a San Siro ed assistettero alla sorprendente prova della propria squadra che pareggiò 2 a 2 col più quotato avversario grazie alla doppietta di Cristiano Lucarelli.
Seguirono però alcune prove molto negative, con il Livorno che si trovò a galleggiare sul fondo della classifica, fino a tirarsi fuori dalla zona retrocessione grazie a tre vittorie consecutive. Ulteriori alti e bassi spinsero Spinelli ad esonerare Colomba ed a richiamare Donadoni, che riuscì a traghettare la squadra verso una salvezza senza troppi affanni e impreziosita anche da qualche soddisfazione, una su tutte il successo casalingo per 1-0 col Milan. Da ricordare anche il 2-2 al Picchi con la Juventus, che consegnò lo scudetto ai bianconeri e vide Protti segnare l'ultimo gol con la maglia amaranto e salutare per l'ultima volta il pubblico livornese. Gli amaranto chiusero al nono posto. Principale artefice della salvezza fu un eccezionale Cristiano Lucarelli, che si aggiudicò la classifica dei capocannonieri con ben 24 centri.
L'anno successivo Donadoni venne riconfermato e il Livorno ingranò la marcia chiudendo il girone di andata al 5º posto in classifica; poco dopo l'inizio del girone di ritorno il mister si dimise a causa di alcune incomprensioni con il presidente. Gli subentrò Carlo Mazzone che però non riuscì a mantenere la squadra in zona UEFA: gli amaranto scivolarono di alcune posizioni in classifica chiudendo noni. In virtù delle penalizzazioni a Juventus, Fiorentina e Lazio, legate allo scandalo calciopoli, al Livorno venne però assegnato il sesto posto ed il conseguente accesso alla Coppa UEFA.

#### L'esordio europeo
Nella stagione 2006-2007 il Livorno disputò il terzo campionato consecutivo in Serie A e, per la prima volta nella sua storia, la Coppa UEFA. Dopo aver superato il primo turno contro gli austriaci del Pasching con due vittorie ed il punteggio complessivo di 3-0, gli amaranto affrontarono nel girone eliminatorio squadre blasonate come Rangers, Auxerre, Partizan e Maccabi Haifa. Dopo la sconfitta interna con i Rangers (2-3) e i pareggi (tutti per 1-1) con Partizan Belgrado (con gol all'87' del portiere Amelia) e Maccabi Haifa, la squadra passò il turno battendo in trasferta l'Auxerre per 1-0 e piazzandosi al terzo posto del girone. Nei sedicesimi di finale il Livorno fu eliminato dall'Espanyol, essendo stato sconfitto per 1-2 all'andata in casa e per 2-0 al ritorno a Barcellona il 22 febbraio 2007.
Complessivamente furono quindi disputate 8 partite in Coppa UEFA con 3 vittorie, 2 pareggi e 3 sconfitte. Il miglior marcatore del Livorno fu Lucarelli con 5 reti. Il primo giocatore andato in gol in una competizione europea nella storia della società è stato Danilevicius contro il Pasching nell'andata del 1º turno, il 14 settembre 2006. In campionato alcuni risultati negativi indussero il presidente Spinelli ad esonerare l'allenatore Arrigoni alla fine del girone di andata. Il tecnico fu però reintegrato dopo pochi giorni, dato il fermo volere della squadra di proseguire con lo stesso allenatore. Il rendimento della formazione toscana, tuttavia, non migliorò sensibilmente, e così Arrigoni venne definitivamente esonerato il 20 marzo 2007. Al suo posto fu chiamato Fernando Orsi che chiuse il campionato in undicesima posizione.

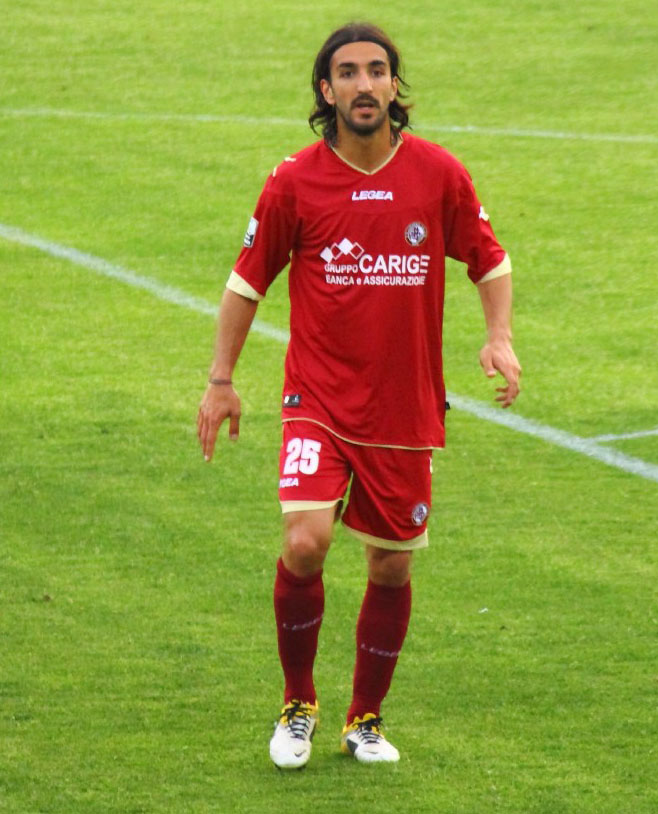
Piermario Morosini durante la sua ultima partita allo stadio Armando Picchi.

L'estate del 2007 fu caratterizzata dalla partenza di Cristiano Lucarelli, ceduto allo Šachtar per 9 milioni di euro. Confermato per la stagione 2007-2008, Orsi venne esonerato dopo che un terribile inizio di campionato vide sprofondare il Livorno all'ultimo posto, con soli due punti in sette giornate. Al suo posto fu chiamato Giancarlo Camolese. Il 28 aprile fu richiamato Orsi dopo che, a tre turni dalla fine, il Livorno era scivolato di nuovo in ultima posizione. Il tecnico non poté evitare la retrocessione, che giunse alla penultima giornata.
La stagione seguente il Livorno riuscì a tornare in Serie A dopo un solo anno di cadetteria. Terminato in testa alla classifica il girone d'andata, i labronici chiusero la stagione regolare al terzo posto e conquistarono la massima serie dopo gli spareggi play-off contro Grosseto e Brescia. Gli amaranto, dopo aver pareggiato a Brescia, si aggiudicarono la finale di ritorno col risultato di 3-0: di Francesco Tavano, Alessandro Diamanti e Martin Bergvold le reti. Francesco Tavano conquistò il titolo di capocannoniere del campionato con 24 reti.

### Anni 2010
La nuova stagione in Serie A vide il ritorno tra le file amaranto di Cristiano Lucarelli che, con Tavano e Diamanti, avrebbe dovuto comporre il tridente d'attacco livornese. Negli ultimi giorni di mercato però il presidente Spinelli decise di cedere Diamanti alla squadra inglese del West Ham Utd per circa 6,5 milioni di euro, sollevando accese polemiche da parte della tifoseria. La panchina, anche in virtù della vittoria dei play-off, venne riaffidata a Ruotolo, che però non ricevette la proroga da parte della federazione per poter allenare senza patentino di prima categoria. Gli venne quindi affiancato come primo allenatore Vittorio Russo. Esonerato Russo, venne assunto come allenatore Serse Cosmi che all'esordio riuscì a battere, dopo 62 anni, la Roma allo Stadio Olimpico per 1-0 con gol di Tavano. Sotto la direzione di Cosmi la squadra concluse il girone d'andata al 14º posto.
Il 24 gennaio Cosmi diede le dimissioni dopo la sconfitta interna per 2-0 contro il Napoli, a causa di dissidi col presidente Spinelli sulla gestione della squadra. I due il 26 gennaio si riappacificarono, le dimissioni furono rigettate e Cosmi proseguì nella conduzione tecnica della squadra. Gli innesti del mercato di riparazione non furono tuttavia sufficienti a garantire nel girone di ritorno un rendimento tale da portare la squadra alla salvezza. Il 5 aprile 2010 Cosmi venne esonerato dall'incarico di allenatore. La guida tecnica della squadra fu quindi riaffidata a Ruotolo che questa volta poté sedersi in panchina da solo, avendo ottenuto una deroga dalla federazione. Nonostante ciò, la retrocessione in Serie B arrivò con tre giornate di anticipo.

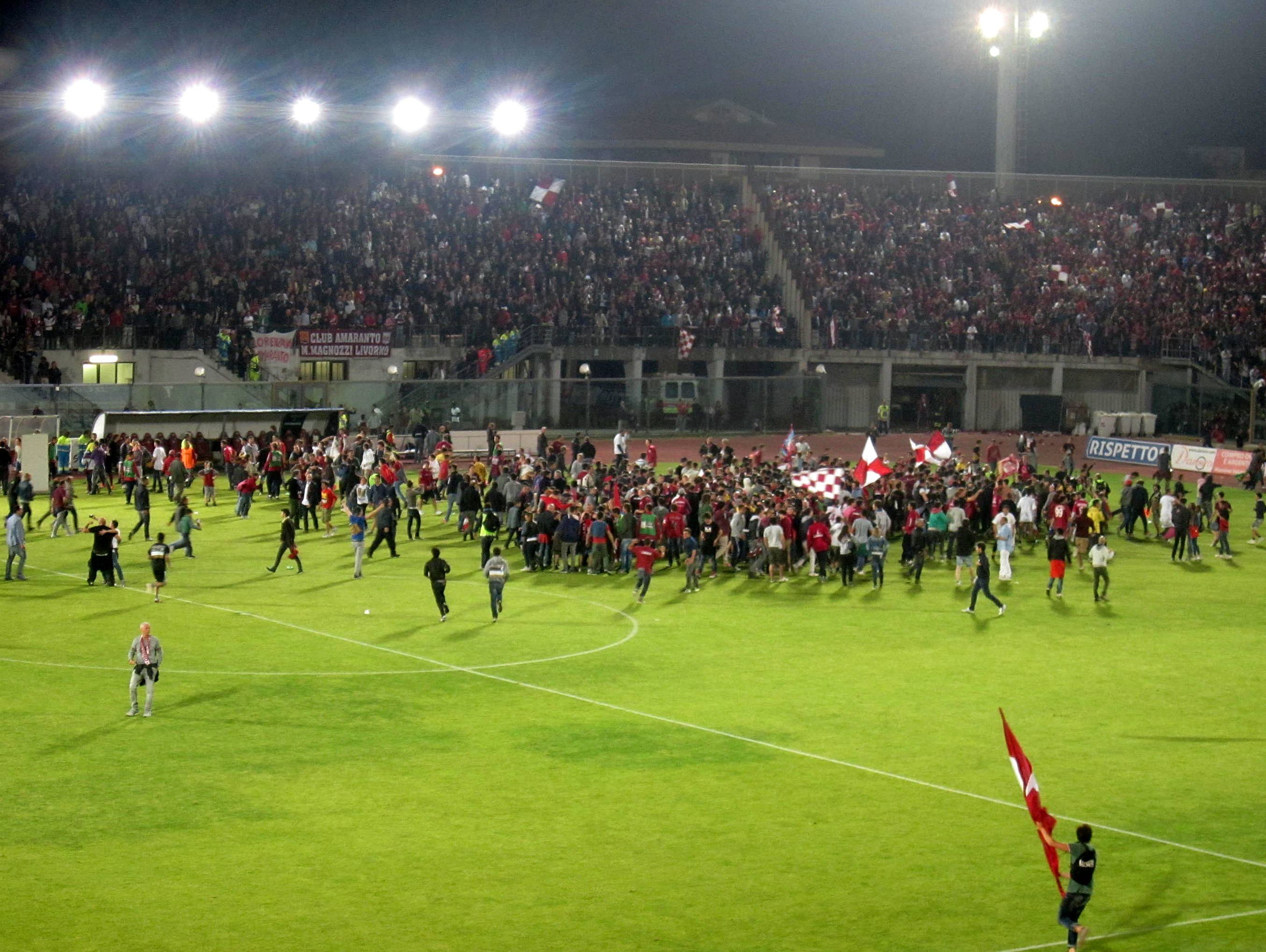
I festeggiamenti dopo la vittoria amaranto nella finale play-off 2012-2013

Al termine della stagione Aldo Spinelli mise in vendita il Livorno, ma, non riuscendo a trovare acquirenti adeguati, decise di proseguire alla guida della società. Venne stilato un piano triennale, basato sull'ingaggio di giovani promesse, sulla conferma di alcune pedine e su un deciso taglio del monte ingaggi. Per affrontare il campionato di serie B fu ingaggiato l'esperto allenatore Giuseppe Pillon. Dopo un buon girone d'andata gli amaranto incapparono in una serie di 5 sconfitte consecutive ed il 12 febbraio 2011 Pillon venne sostituito con Walter Novellino. La squadra non riuscì comunque a raggiungere i play-off, chiudendo l'annata al settimo posto.
Durante la sessione estiva del calciomercato, lasciò il club il capitano Francesco Tavano, mentre si registrarono il ritorno dell'attaccante Paulinho e la conferma di Andrea Luci, che da livornese avrebbe indossato la fascia di capitano. Dopo un inizio promettente i risultati diventano altalenanti, e alla vigilia della sosta invernale gli amaranto si ritrovarono al quintultimo posto in classifica. Spinelli esonerò così Novellino sostituendolo con Armando Madonna. Il presidente del Livorno annunciò inoltre di voler "regalare" il club ad un acquirente serio e capace. Il 14 aprile 2012, durante la partita Pescara-Livorno, il centrocampista amaranto Piermario Morosini si accasciò sul campo di gioco a causa di un malore che ne causò la morte. Intanto dopo altre cinque sconfitte consecutive venne esonerato anche Madonna e al suo posto subentrò il direttore generale Attilio Perotti. Il Livorno riuscì ad evitare i play-out soltanto all'ultima giornata.
Nella stagione seguente il Livorno riscatta completamente Luca Siligardi dall'Inter, rinunciando quindi al portiere Bardi sostituendolo con Vincenzo Fiorillo, acquistato insieme al greco Gentsoglou dalla Sampdoria. Sulla panchina si siede il giovane Davide Nicola, ex giocatore del Genoa di Spinelli. Il Livorno si piazza terzo dopo la sconfitta nello scontro diretto contro il Sassuolo e disputa i play-off. Dopo aver eliminato il Brescia in semifinale, i labronici pareggiano l'andata della finale play-off contro l'Empoli. Vincendo 1-0 il ritorno grazie a un gol di Paulinho, il Livorno torna in Serie A dopo 3 stagioni.
Il Livorno inizia la nuova stagione da neopromossa di Serie A con l'obiettivo della salvezza, confermando l'allenatore Nicola che porta con sé la maggior parte del gruppo della B, con in più gli innesti di Innocent Emeghara, Leandro Greco e il ritorno del portiere Francesco Bardi. Dopo un buon inizio con 8 punti in 5 partite, il Livorno inanella una serie negativa che lo fa cadere, al giro di boa, in zona retrocessione. A seguito di ciò il presidente Spinelli esonera Nicola e chiama in panchina Attilio Perotti, già in società in diverse vesti dirigenziali, che dopo una sola partita lascia il posto al nuovo tecnico Domenico Di Carlo. Sotto la sua gestione, il Livorno riesce a conquistare solo tre vittorie senza abbandonare la zona retrocessione, tanto che a quattro giornate dal termine Di Carlo viene a sua volta sollevato dall'incarico, richiamando in panchina Nicola per 3 mesi ma l'esperimento del richiamo del mister fallisce, l'11 maggio 2014 la squadra retrocede in Serie B, e per la terza volta nella sua storia conclude il campionato di A all'ultimo posto. A un anno dal centenario, il 4 luglio 2014 Davide Nicola rassegna le dimissioni dalla guida del Livorno; gli subentra Carmine Gautieri che rimane in carica sino al 7 gennaio 2015 quando, con il Livorno quarto in classifica, gli subentra Ezio Gelain; quest'ultimo rimane in carica fino al 18 marzo 2015, quando è sostituito da Christian Panucci. I labronici chiuderanno il campionato cadetto al nono posto, appena fuori dalla zona play-off.
La nuova stagione del campionato di Serie B si apre sotto i migliori auspici per la compagine labronica che, con il confermato allenatore Panucci, conquista bottino pieno nelle prime 4 giornate di campionato e la testa della classifica; tuttavia alcuni infortuni e la crescente difficoltà dell'ambiente labronico con il presidente Spinelli, fanno precipitare il Livorno in un vortice di risultati negativi che lo fanno scivolare verso la zona retrocessione. In panchina si susseguono diversi cambi: dopo l'esonero di Panucci la panchina viene affidata a Bortolo Mutti che durante la sua esperienza conquista solo 2 punti in 10 giornate. La squadra ormai allo sbando vide quindi il ritorno di Panucci sulla panchina, ma la nuova esperienza del tecnico savonese non riesce a invertire la rotta sfociando a un nuovo esonero dopo la sconfitta di Trapani. Sulla panchina amaranto subentra dapprima una vecchia conoscenza del club, Franco Colomba, che torna ad allenare la squadra a dieci anni dalla precedente esperienza con i labronici, e infine Ezio Gelain, senza tuttavia portare a cambi di marcia. Il 20 maggio 2016, al termine di Livorno-Lanciano (2-2), la squadra toscana retrocede in Lega Pro dopo quattordici anni. Per la prima volta nella storia della Serie B una squadra che era stata capolista solitaria retrocede sul campo alla fine del torneo.
Nel 2016-2017 subentra sulla panchina labronica Foscarini, che all'inizio della stagione, a causa di molti infortuni, ottiene risultati negativi. Il cambiamento si vede dalla partita successiva, in Coppa Italia Lega Pro con la Carrarese: da quel momento la squadra ottiene 12 risultati consecutivi, tra cui le vittorie contro le "grandi" Cremonese in terra lombarda ed Alessandria al Picchi. Il Livorno chiude dunque in modo positivo il 2016. Nei mesi seguenti si mantiene in posizione utile per accedere i play-off, centrati grazie al terzo posto finale. Ai play-off la squadra allenata da Foscarini, dopo aver eliminato nell'ordine il Renate e la Virtus Francavilla, deve arrendersi alla Reggiana al termine dei tempi supplementari.
La stagione 2017-2018 si apre con l'arrivo di mister Sottil. La prima parte del campionato vede il Livorno protagonista assoluto del campionato, con ben 15 vittorie su 20 partite. Dopo la sosta gli amaranto cadono in una crisi di risultati e prestazioni che costano la panchina a Sottil. A guidare il Livorno viene chiamato Foschi, che inizialmente riesce a dare quel cambio di marcia tanto auspicato, grazie alla vittoria nel big match in casa con il Siena e la settimana successiva a Viterbo. Dopo queste due vittorie il Livorno incappa, tuttavia, in tre sconfitte consecutive che costano il primato. A quel punto la società, alla vigilia del delicatissimo derby con il Pisa, richiama Sottil nella speranza di ritrovare la squadra che aveva dominato la prima parte del campionato. La vittoria nel derby permette ai labronici di tornare in vetta. Il 28 aprile 2018, giocando nel proprio stadio e pareggiando per 1-1 con la Carrarese, la squadra toscana guadagna la certezza della promozione in Serie B con una giornata d'anticipo, tornando così tra i cadetti dopo due stagioni d'assenza. Alla fine della stagione i labronici partecipano al triangolare che assegna la Supercoppa di Serie C, torneo che chiudono al secondo posto dietro al Padova e davanti al Lecce.

Aldo Spinelli, il presidente più longevo nella storia del Livorno con 21 anni in carica, dal 1999 al 2020.

Per la stagione 2018-2019 è chiamato ad allenare la squadra toscana l'ex calciatore amaranto Cristiano Lucarelli, esonerato già il 6 novembre 2018 dopo aver collezionato una vittoria, due pareggi e sette sconfitte. Annunciano le dimissioni anche il presidente Aldo Spinelli e il figlio Roberto, amministratore delegato del club. A Lucarelli subentra Roberto Breda, che riesce a condurre i suoi alla salvezza all'ultima giornata a discapito del Foggia penalizzato di sei punti.
La stagione 2019-2020 del Livorno è un vero e proprio disastro: fa solo 21 punti e retrocede in Serie C con cinque partite di anticipo. Nell'estate del 2020, poi, dopo 21 anni di presidenza di Aldo Spinelli, la società è passata di mano ad una cordata di imprenditori capeggiati dall'ex presidente del Frosinone, Rosettano Navarra.

### Anni 2020
La stagione 2020-2021 si rivela più difficile della precedente, tra vicissitudini societarie, mancati pagamenti e una penalizzazione di 8 punti (ridotta a 5 alla fine del campionato). Dopo un inizio incerto e a metà classifica, i labronici, spesso anche demotivati a causa di ciò che accade a livello dirigenziale, crollano: molte partite perse (tra cui anche alcuni derby), i punti ottenuti sono troppo pochi e spesso le sconfitte diventano delle vere e proprie umiliazioni (ad esempio lo 0-6 subito dalla Juventus U23). Con la sconfitta all'ultima giornata nello scontro diretto contro la Pro Sesto, essi mancano anche l'opportunità di andare ai play-out, ritrovandosi in fondo alla classifica del girone A della Serie C, concludendo l'annata all'ultimo posto e venendo retrocessi in Serie D dopo quasi tre decenni di professionismo, con la società spesso molto vicina al fallimento.
Il 9 luglio 2021, a seguito dell'assemblea dei soci, è stata deliberata la messa in liquidazione dell'A.S. Livorno Calcio s.r.l. con la nomina del liquidatore Pier Paolo Gherlone, già all'interno della società con il ruolo di amministratore. Il successivo 5 agosto la Co.Vi.So.D. ha espresso parere negativo sulla posizione del sodalizio, ritenendo inammissibile la domanda di iscrizione alla Serie D per l'inidoneità del campo di gioco indicato, in luogo della non disponibilità dell'impianto comunale, oltre al non assolvimento degli obblighi finanziari.
Il 6 agosto 2021 la società A.S. Livorno Calcio viene esclusa dalla Lega Nazionale Dilettanti; non s'iscrive poi a nessun nuovo campionato.
Nella stessa estate, Paolo Toccafondi, ex presidente del Prato, rispondendo alla chiamata del sindaco di Livorno, forma una nuova società che assume il nome di Unione Sportiva Livorno 1915 S.S.D., ottenendo il nulla osta federale per l'iscrizione in Eccellenza Toscana in sovrannumero. Nel campionato di Eccellenza Toscana 2021-2022 la squadra domina il girone B e accede alla poule promozione con Tau Altopascio e Figline 1965. Il triangolare si conclude con il Livorno al 3º posto e la promozione in Serie D delle due avversarie. Tuttavia, nella partita della poule promozione persa dal Figline per 5-1 contro il Tau Altopascio, i comportamenti sospetti dell'allenatore e di alcuni giocatori valdarnesi, che avrebbero subito volontariamente le ultime 3 reti per costringere il Livorno alla vittoria nell'ultima gara del raggruppamento, hanno portato a un'indagine della procura federale e alla pronuncia di un giudizio sportivo nei confronti degli artefici di quel gesto; gli sviluppi successivi hanno determinato delle sanzioni per diversi componenti del Figline, contribuendo alla promozione in Serie D dei labronici dato lo slittamento coatto dei gialloblù all'ultimo posto nel triangolare.
Nella stagione di Serie D 2022-2023 la squadra amaranto raggiunge il quinto posto del girone E garantendosi la disputa dei play-off. Da registrare al termine dell'annata un nuovo passaggio di proprietà. Infatti, il 5 aprile 2023 Paolo Toccafondi annuncia la cessione e vende ufficialmente il 100% delle quote all'imprenditore brasiliano Joel Esciua per 650.000 €. Il contratto viene ratificato il 5 maggio 2023.
Dopo tre stagioni in Serie D, il 7 aprile 2025 conquista la matematica promozione in Serie C con quattro giornate d'anticipo dopo aver dominato il girone E, tornando così in terza serie dopo 4 anni.

## Colori e simboli

La storica maglia fasciata, qui nel 1923.

### Colori
Il colore della squadra livornese è l'amaranto, mutuato da gonfalone e bandiera della città: questo è stato adottato fin dal 1915, anno di fondazione della società.
Tipicamente la divisa da gioco è composta da una maglia amaranto con bordature nere e oro, pantaloncini amaranto o neri, e calzettoni pure amaranto; in passato, soprattutto negli anni venti e trenta, il petto della casacca era altresì fasciato da tre strisce orizzontali bianche e verdi, ornate a loro volta dallo stemma comunale. La seconda muta è invece tradizionalmente di colore bianco con finiture amaranto, abbinata a pantaloncini e calzettoni anch'essi colorati della stessa tinta.

### Simboli ufficiali

#### Stemma
A livello simbologico, storicamente la società si riconosce nel monogramma che riassume le iniziali della ragione sociale, segnatamente USL o ASL, racchiuso in un cerchio. A seconda dei periodi, sono cambiate le rese grafiche, ad esempio aggiungendo nella corona circolare la denominazione societaria e l'anno di fondazione per esteso, oppure con una maggiore prevalenza del bianco sull'amaranto, o ancora con l'impiego dell'oro. In particolare, per l'aspetto dello stemma con le stanghette verticali delle lettere "esterne" a intersecare la S, lo stemma del Livorno è colloquialmente definito "dollaro" in ambito locale.
Tra le soluzioni che si sono discostate da tale prassi si annovera la lettera L circondata dalle onde del mare impiegata sulla "maglia bandiera" dell'annata 1984-1985, o ancora le circostanze in cui sulle maglie è stato ricamato lo stemma comunale (di rosso, alla fortezza torricellata di due, al naturale, la torre di destra cimata da una banderuola d'argento, svolazzante a sinistra con la legenda FIDES in nero, astata dello stesso; la fortezza movente da un mare d'azzurro ombrato d'argento), segnatamente in occasione di anniversari "tondi" di fondazione (novantesimo, centodecimo) oppure quando il club, per motivi amministrativi, non ha potuto utilizzare i sopracitati monogrammi.

Lo stemma adottato dell'A.S. Livorno dopo il fallimento dell'U.S. Livorno
Stemma usato dal 2010 al 2021.
Stemma dell'U.S. Livorno 1915 in uso dal 2021 al 2025.
Stemma della città di Livorno come appare sulle maglie nella stagione 2025-2026

#### Inno
L'inno ufficiale del Livorno è l'Inno amaranto, musica di Alberto Montanari e parole di Giorgio Campi. Nel 2004 il gruppo ska punk de la Banda Bassotti ha inciso una nuova versione dell'inno contenuta nel mini album Baldi e fieri, dedicato al gruppo ultras Brigate Autonome Livornesi.

## Strutture

### Stadio

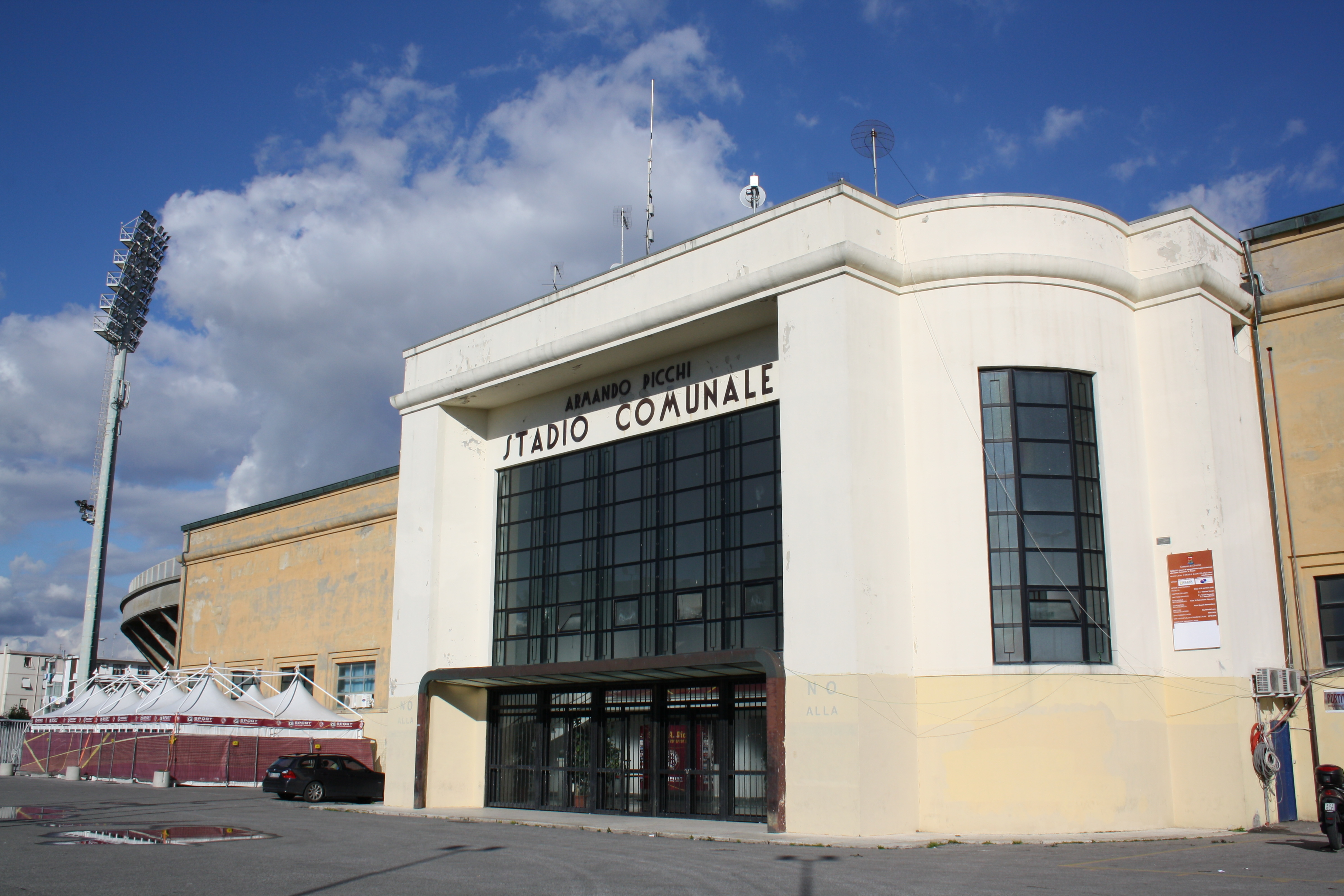
Vista esterna dello stadio Armando Picchi

Le partite casalinghe del Livorno si giocano allo stadio comunale cittadino intitolato ad Armando Picchi, situato in piazzale Montello 14, a 400 metri dal mare e dall'Accademia Navale nel quartiere di Ardenza. Proprio per questo lo stadio è anche informalmente noto come l'Ardenza. La capienza ufficiale è di 19.238 posti a sedere, cifra che scende a 14.752 per le competizioni UEFA.
Dal 1915 al 1933 il Livorno ha giocato le proprie partite casalinghe sul campo di Villa Chayes, posto anch'esso nei pressi dell'Accademia. L'impianto aveva una capienza di circa 6.000 spettatori. L'8 ottobre 1933 venne inaugurato il nuovo impianto cittadino (anche se la costruzione fu completata solo nel 1935) con la partita di campionato Livorno-Fiorentina (2-0). La capienza era di 20.000 spettatori, di cui 15.000 seduti. Inizialmente intitolato ad Edda Ciano Mussolini, dal 1990 lo stadio porta il nome del livornese Armando Picchi, uno dei più grandi campioni che hanno vestito la maglia amaranto, scomparso prematuramente nel 1971 all'età di 36 anni. Il settore di gradinata è stato intitolato a Piermario Morosini il 14 aprile 2013, a un anno esatto dalla scomparsa del calciatore.

## Società

### Organigramma societario
- Joel Esciua - Presidente
- Enrico Fernandez Affricano - Presidente Onorario
- Egidio Bicchierai - Direttore sportivo
- Alessandro Doga - Responsabile Tecnico
- Giulia Bellaveglia - Addetto stampa
- Massimiliano Casali - Segretario

### Sponsor
| Cronologia degli sponsor ufficiali - 1982-1985 Lodge - 1985-1986 Porto di Livorno - 1986-1988 Master Italia - 1990-1991 Telecentro - 1993-1996 Sidis - 1996-1997 Auto Italia - 1997-1998 Cantiere navale fratelli Orlando - 1998-1999 Officina MG - 1999-2003 Cassa di Risparmio di Livorno - 2003-2014 Banca Carige - 2014-2015 F.O.P. Italia ONLUS - 2015-2016 Kia Motors - 2016-2017 Gruppo Spinelli - 2017-2019 Gruppo Spinelli, Uappala Hotels, Toremar - 2019-2021 Gruppo Spinelli, Pediatrica - 2021- Unicusano, Biolabor, CLAS | Cronologia degli sponsor tecnici - 1990-1993 Umbro - 1993-2006 Asics - 2006-2021 Legea - 2021 - Macron |

## Allenatori e presidenti
Gli allenatori e i presidenti dal 1915.
- 1915-1919 ...
- 1919-1920  Attilio Fresia e  Pietro Piselli
- 1920-1921  Rodolfo Gavinelli
- 1921-1922  József Belteky
- 1922-1923 ...
- 1923-1924  Jack Kirwan
- 1924-1926  József Ging
- 1926-1927 ...
- 1927-1928  Pietro Piselli
- 1928-1932  Vilmos Rady
- 1932-1934  Gyula Lelovics
- 1934-1935  Franz Hänsel (1ª-16ª)
 Karl Stürmer (17ª-30ª)
- 1935-1936  Karl Stürmer (1ª-15ª) 
 Mario Magnozzi (16ª-34ª)
- 1936-1937  Mario Magnozzi
- 1937-1938  Mario Magnozzi (1ª-3ª)
 Ulisse Uslenghi e  Angelo Arcari (4ª-5ª)
 Gyula Lelovics (6ª-30ª)
- 1938-1939  Gyula Lelovics (1ª-21ª)
 Pietro Piselli (22ª-30ª)
- 1939-1940  Pietro Piselli (1ª-27ª)
 József Violak (28ª-34ª)
- 1940-1942  József Violak
- 1942-1943  Ivo Fiorentini
- 1945-1946  Enrico Carpitelli (1ª-6ª)
 Ivo Fiorentini (7ª-20ª)
- 1946-1947  Ivo Fiorentini (1ª-7ª)
 Enrico Carpitelli (8ª-38ª)
- 1947-1948  Mario Magnozzi
- 1948-1949  Mario Magnozzi (1ª-9ª)
 Hermann Felsner (10ª-27ª)
 Ostilio Capaccioli e  Mario Del Cittadino (28ª-32ª)
 Ostilio Capaccioli (33ª-38ª)
- 1949-1950  Giuseppe Galluzzi
- 1950-1951  Alfonso Ricciardi
- 1951-1952  Alfonso Ricciardi (1ª-16ª)
 Edmund Crawford (17ª-38ª)
- 1952-1953  Enrico Carpitelli (1ª-?ª)
 Remo Galli (?ª-34ª)
- 1953-1954  Remo Galli (1ª-?ª)
 Mario Magnozzi (?ª-34ª)
- 1954-1955  Mario Magnozzi
- 1955-1956  Mario Magnozzi (1ª-13ª)
 Mario Zidarich (14ª-15ª)
 Mario Villini (16ª-34ª)
- 1956-1957  Vinicio Viani
- 1957-1958  Ugo Conti
- 1958-1959  Ivo Fiorentini
- 1959-1960  Arturo Silvestri
- 1960-1961  Aldo Campatelli
- 1961-1962  Aredio Gimona (1ª-?ª)
 Dino Bonsanti (?ª-34ª)
- 1962-1964  Guido Mazzetti
- 1964-1965  Guido Mazzetti (1ª-16ª)
 Dino Bonsanti e  Vasco Lenzi (17ª-22ª)
 Carlo Parola (23ª-38ª)
- 1965-1966  Carlo Parola
- 1966-1967  Carlo Parola (1ª-7ª)
 Dino Bonsanti (8ª)
 Serafino Montanari (9ª-17ª)
 Carlo Parola (18ª-38ª)
- 1967-1968  Leandro Remondini
- 1968-1969  Leandro Remondini (1ª-22ª)
 Aldo Puccinelli (23ª-38ª)
- 1969-1970  Aldo Puccinelli (1ª-14ª)
 Armando Picchi (15ª-36ª)
 Dino Bonsanti (37ª-38ª)
- 1970-1971  Costanzo Balleri
- 1971-1972  Domenico Rosati (1ª-10ª)
 Costanzo Balleri (11ª-28ª)
 Dino Bonsanti (29ª-38ª)
- 1972-1973  Andrea Bassi
- 1973-1974  Giovan Battista Fabbri (1ª-?ª)
 Renzo Uzzecchini (?ª-38ª)
- 1974-1975  Francisco Lojacono (1ª-?ª)
 Mauro Lessi (?ª-?ª)
 Aldo Puccinelli (?ª-38ª)
- 1975-1976  Andrea Bassi
- 1976-1977  Guido Mazzetti (1ª-?ª)
 Ugo Conti (?ª-38ª)
- 1977-1978  Cesare Meucci
- 1978-1980  Tarcisio Burgnich
- 1980-1981  Gianni Corelli (1ª-?ª)
 Ugo Conti (?ª-34ª)
- 1981-1982  Idilio Cei
- 1982-1983  Idilio Cei (1ª-?ª)
 Costanzo Balleri (?ª-34ª)
- 1983-1984  Renzo Melani
- 1984-1985  Romano Fogli
- 1985-1986  Romano Fogli (1ª-?ª)
 Armando Onesti (?ª-34ª)
- 1986-1987  Romano Mattè
- 1987-1988  Romano Mattè (1ª-?ª)
 Rossano Giampaglia (?ª-?ª)
 Romano Mattè (?ª-?ª)
 Rossano Giampaglia (?ª-34ª)
- 1988-1989  Roberto Franzon (1ª-?ª)
 Rossano Giampaglia (?ª-?ª)
 Antonio Renna (?ª-34ª)
- 1989-1990  Rossano Giampaglia (1ª-?ª)
 Corrado Viciani (?ª-34ª)
- 1990-1991  Renzo Melani (1ª-?ª)
 Michele Vitulano (?ª-34ª)
- 1991-1992  Mirco Brilli
- 1992-1993  Alberto Lazzerini (1ª-?ª)
 Giuliano Zoratti (?ª-34ª)
- 1993-1994  Giuliano Zoratti
- 1994-1995  Giorgio Campagna (1ª-10ª)
 Tarcisio Burgnich (11ª)
 Giorgio Campagna (12ª)
 Tarcisio Burgnich (13ª-27ª)
 Giorgio Campagna (28ª-34ª e play-off)
- 1995-1996  Giorgio Campagna (1ª-?ª)
 Giuseppe Papadopulo (?ª-34ª e play-off)
- 1996-1997  Francesco Paolo Specchia (1ª-10ª)
 Paolo Stringara (11ª-34ª e play-off)
- 1997-1998  Paolo Stringara
- 1998-1999  Walter Nicoletti (1ª-?ª)
 Simone Boldini (?ª-34ª)
- 1999-2000  Pietro Carmignani (1ª-?ª)
 Fabrizio Tazzioli (?ª-34ª)
- 2000-2002  Osvaldo Jaconi
- 2002-2003  Roberto Donadoni
- 2003-2004  Walter Mazzarri
- 2004-2005  Franco Colomba (1ª-18ª)
 Roberto Donadoni (19ª-38ª)
- 2005-2006  Roberto Donadoni (1ª-23ª)
 Carlo Mazzone (24ª-38ª)
- 2006-2007  Daniele Arrigoni (1ª-21ª)
 Fernando Orsi (22ª)
 Daniele Arrigoni (23ª-29ª)
 Fernando Orsi (30ª-38ª)
- 2007-2008  Fernando Orsi (1ª-7ª)
 Giancarlo Camolese (8ª-35ª)
 Fernando Orsi (36ª-38ª)
- 2008-2009  Leonardo Acori (1ª-41ª)
 Gennaro Ruotolo (42ª e play-off)
- 2009-2010  Vittorio Russo e  Gennaro Ruotolo (1ª-8ª)
 Serse Cosmi (9ª-32ª)
 Gennaro Ruotolo (33ª-38ª)
- 2010-2011  Giuseppe Pillon (1ª-26ª)
 Walter Novellino (27ª-42ª)
- 2011-2012  Walter Novellino (1ª-20ª)
 Armando Madonna (21ª-39ª)
 Attilio Perotti (40ª-42ª)
- 2012-2013  Davide Nicola
- 2013-2014  Davide Nicola (1ª-19ª)
 Attilio Perotti (20ª)
 Domenico Di Carlo (21ª-34ª)
 Davide Nicola (35ª-38ª)
- 2014-2015  Carmine Gautieri (1ª-21ª)
 Ezio Gelain (22ª-31ª)
 Christian Panucci (32ª-42ª)
- 2015-2016  Christian Panucci (1ª-14ª)
 Bortolo Mutti (15ª-23ª)
 Christian Panucci (24ª-32ª)
 Franco Colomba (33ª-36ª)
 Ezio Gelain (37ª-42ª)
- 2016-2017  Claudio Foscarini
- 2017-2018  Andrea Sottil (1ª-30ª)
 Luciano Foschi (31ª-34ª)
 Andrea Sottil (35ª-38ª)
- 2018-2019  Cristiano Lucarelli (1ª-11ª)
 Roberto Breda (12ª-38ª)
- 2019-2020  Roberto Breda (1ª-15ª)
 Paolo Tramezzani (16ª-22ª)
 Roberto Breda (23ª-28ª)
 Antonio Filippini (29ª-38ª)
- 2020-2021  Alessandro Dal Canto (1ª-27ª)
 Marco Amelia (28ª-38ª)
- 2021-2022  Francesco Buglio (1ª-18ª)
 Giuseppe Angelini (19ª-38ª)
- 2022-2023  Lorenzo Collacchioni (1ª-12ª)
 Vincenzo Esposito (13ª-27ª)
 Lorenzo Collacchioni (28ª-34ª e play-off)
- 2023-2024  Giancarlo Favarin (1ª-18ª)
 Fabio Fossati (19ª-30ª)
 Niccolò Pascali (31ª-34ª e play-off)
- 2024-2025  Paolo Indiani
- 2025-  Alessandro Formisano

## Calciatori

### Vincitori di titoli
Campioni del mondo
- Marco Amelia (Germania 2006)

Medaglie olimpiche
- Mario Magnozzi (1928)

### Il Livorno e la Nazionale italiana
Di seguito l'elenco dei giocatori che sono stati convocati in Nazionale durante il periodo di militanza nel Livorno:
Nazionale A
- Giovanni Vincenzi 1 presenza
- Mario Magnozzi 26 presenze, 12 gol
- Cristiano Lucarelli 4 presenze, 1 gol
- Marco Amelia 6 presenze
- Stefano Morrone 0 presenze
- Antonio Candreva 2 presenze

Nazionale Under-21
- Marco Amelia 7 presenze
- Giorgio Chiellini 4 presenze, 1 gol
- Raffaele Palladino 7 presenze, 4 gol
- Antonio Candreva 8 presenze
- Marco D'Alessandro 8 presenze
- Francesco Bardi 11 presenze
- Simone Sini 0 presenze
- Marco Benassi 1 presenza
- Cristiano Piccini 1 presenza
- Federico Ceccherini 0 presenze
- Enrico Delprato 5 presenze, 1 gol

### Maglie ritirate
Il 21 dicembre 2005 il Livorno ha ritirato la maglia numero 10 amaranto in onore di Igor Protti. In seguito lo stesso Protti ha però deciso di rimandare in campo la maglia, dichiarando che «è giusto che i giovani possano sognare la maglia numero 10. È giusto rimetterla in gioco». Al seguito della scomparsa di Piermario Morosini, avvenuta il 14 aprile 2012 nel corso della partita Pescara-Livorno, è stato deciso il ritiro della maglia numero 25.

## Palmarès

### Competizioni giovanili
- Campionato nazionale Dante Berretti: 1

2016-2017 (torneo Lega Pro)

### Competizioni nazionali
- Campionato dell'Italia Centro-Meridionale: 1

1919-1920
- Serie B: 2

1932-1933, 1936-1937
- Coppa Italia Serie C: 1

1986-1987
- Serie C: 2

1963-1964 (girone B), 2017-2018 (girone A)
- Serie C1: 1

2001-2002 (girone A)
- Scudetto Serie D: 1

2024-2025

### Competizioni interregionali
- Serie C2: 1

1983-1984 (girone A)
- Serie D: 1

2024-2025 (girone E)

### Competizioni regionali
- Eccellenza: 2

1991-1992, 2021-2022 (girone B)
- Coppa Italia Dilettanti Toscana: 1

1991-1992

## Statistiche e record

### Partecipazione ai campionati
| Livello | Categoria                       | Partecipazioni | Debutto   | Ultima stagione | Totale |
| ------- | ------------------------------- | -------------- | --------- | --------------- | ------ |
| 1º      | Prima Categoria                 | 2              | 1919-1920 | 1920-1921       | 29     |
| 1º      | Prima Divisione                 | 5              | 1921-1922 | 1925-1926       | 29     |
| 1º      | Divisione Nazionale             | 4              | 1926-1927 | 1945-1946       | 29     |
| 1º      | Serie A                         | 18             | 1929-1930 | 2013-2014       | 29     |
| 2º      | Serie B                         | 27             | 1931-1932 | 2019-2020       | 27     |
| 3º      | Serie C                         | 20             | 1952-1953 | 2025-2026       | 36     |
| 3º      | Serie C1                        | 15             | 1978-1979 | 2001-2002       | 36     |
| 3º      | Lega Pro                        | 1              | 2016-2017 | 2016-2017       | 36     |
| 4º      | Serie C2                        | 7              | 1983-1984 | 1996-1997       | 10     |
| 4º      | Serie D                         | 3              | 2022-2023 | 2024-2025       | 10     |
| 5º      | Campionato Nazionale Dilettanti | 1              | 1992-1993 | 1992-1993       | 1      |

In 100 stagioni sportive disputate a livello nazionale dopo la fine della prima guerra mondiale. Non è compresa la stagione 1991-1992 e 2021-2022, in cui il Livorno ha disputato il campionato di Eccellenza della Toscana a causa del proprio fallimento.

### Partecipazione alle coppe europee
| Categoria  | Partecipazioni | Debutto   | Ultima stagione |
| ---------- | -------------- | --------- | --------------- |
| Coppa UEFA | 1              | 2006-2007 | 2006-2007       |

### Statistiche individuali
Presenze e reti in campionato (compresi i play-off) dal 1929.
Dati aggiornati al 4 aprile 2023.
| Record di presenze - 421 Andrea Luci (2010-2020; 2021-2025) - 369 Mauro Lessi (1953-1960; 1961-1969) - 282 Igor Protti (1985-1988; 1999-2005) - 242 Mario Stua (1937-1943; 1945-1948) - 237 Renato Bellinelli (1961-1971) - 229 Ostilio Capaccioli (1936-1943; 1945-1949) - 217 Alessandro Lambrughi (2010-2014; 2014-2017) - 214 Gino Merlo (1946-1952) - 198 Franco Mondello (1972-1979; 1980-1981) - 197 Costanzo Balleri (1953-1959; 1965-1967) - 194 Mario Zidarich (1937-1943; 1945-1947) - 193 Alfredo Simonti (1949-1956) - 192 Richard Vanigli (1998-2004) | Record di reti - 185 Mario Magnozzi (1919-1930; 1933-1936) - 125 Igor Protti (1985-1988; 1999-2005) - 111 Cristiano Lucarelli (2003-2007; 2009-2010) - 69 Daniele Vantaggiato (2014-2018; 2021-2022) - 67 Vinicio Viani (1938-1942) - 56 Paulinho (2004-2007; 2008-2009; 2011-2014) - 54 Francesco Tavano (2007-2011) - 53 Bruno Arcari (1933-1939) - 50 Mario Stua (1937-1943; 1945-1948) - 47 Bruno Graziani (1974-1977) - 46 Emilio Gratton (1957-1961) - 46 Enio Bonaldi (1995-1998) - 45 Teresio Piana (1941-1943; 1946-1949) |

## Organico

### Rosa 2025-2026
| N. |                    | Ruolo | Calciatore                  |
| -- | ------------------ | ----- | --------------------------- |
| 1  | Italia (bandiera)  | P     | Filippo Tani                |
| 2  | Italia (bandiera)  | D     | Davide Gentile              |
| 6  | Italia (bandiera)  | D     | Salvatore Monaco            |
| 8  | Ghana (bandiera)   | C     | Nana Welbeck                |
| 9  | Italia (bandiera)  | A     | Federico Dionisi (capitano) |
| 11 | Italia (bandiera)  | A     | Alessandro Malva            |
| 12 | Italia (bandiera)  | P     | Jacopo Seghetti             |
| 16 | Italia (bandiera)  | D     | Alessandro Calvosa          |
| 17 | Italia (bandiera)  | C     | Lorenzo Panaioli            |
| 18 | Italia (bandiera)  | A     | Matteo Panattoni            |
| 19 | Italia (bandiera)  | D     | Edoardo Antoni              |
| 20 | Albania (bandiera) | D     | Kevin Haveri                |
| 21 | Italia (bandiera)  | D     | Alberto Arcuri              |
| 23 | Italia (bandiera)  | A     | Jacopo Marinari             |

| N. |                     | Ruolo | Calciatore            |
| -- | ------------------- | ----- | --------------------- |
| 26 | Italia (bandiera)   | D     | Mario Noce            |
| 28 | Italia (bandiera)   | C     | Zaccaria Hamlili      |
| 44 | Italia (bandiera)   | C     | Luca Bonassi          |
| 49 | Italia (bandiera)   | D     | Leon Baldi            |
| 70 | Italia (bandiera)   | A     | Antonio Cioffi        |
| 77 | Italia (bandiera)   | C     | Jesus Christ Mawete   |
| 90 | Italia (bandiera)   | A     | Simone Rossetti       |
| 95 | Italia (bandiera)   | C     | Federico Marchesi     |
|    | Moldavia (bandiera) | P     | Nicolae Danko Ciobanu |
|    | Italia (bandiera)   | D     | Andrea Fancelli       |
|    | Italia (bandiera)   | D     | Samuele Ghezzi        |
|    | Italia (bandiera)   | D     | Samuel Nwachukwu      |
|    | Italia (bandiera)   | C     | Riccardo Capparella   |
|    | Senegal (bandiera)  | A     | Moussa Seck Ndoye     |

## Tifoseria

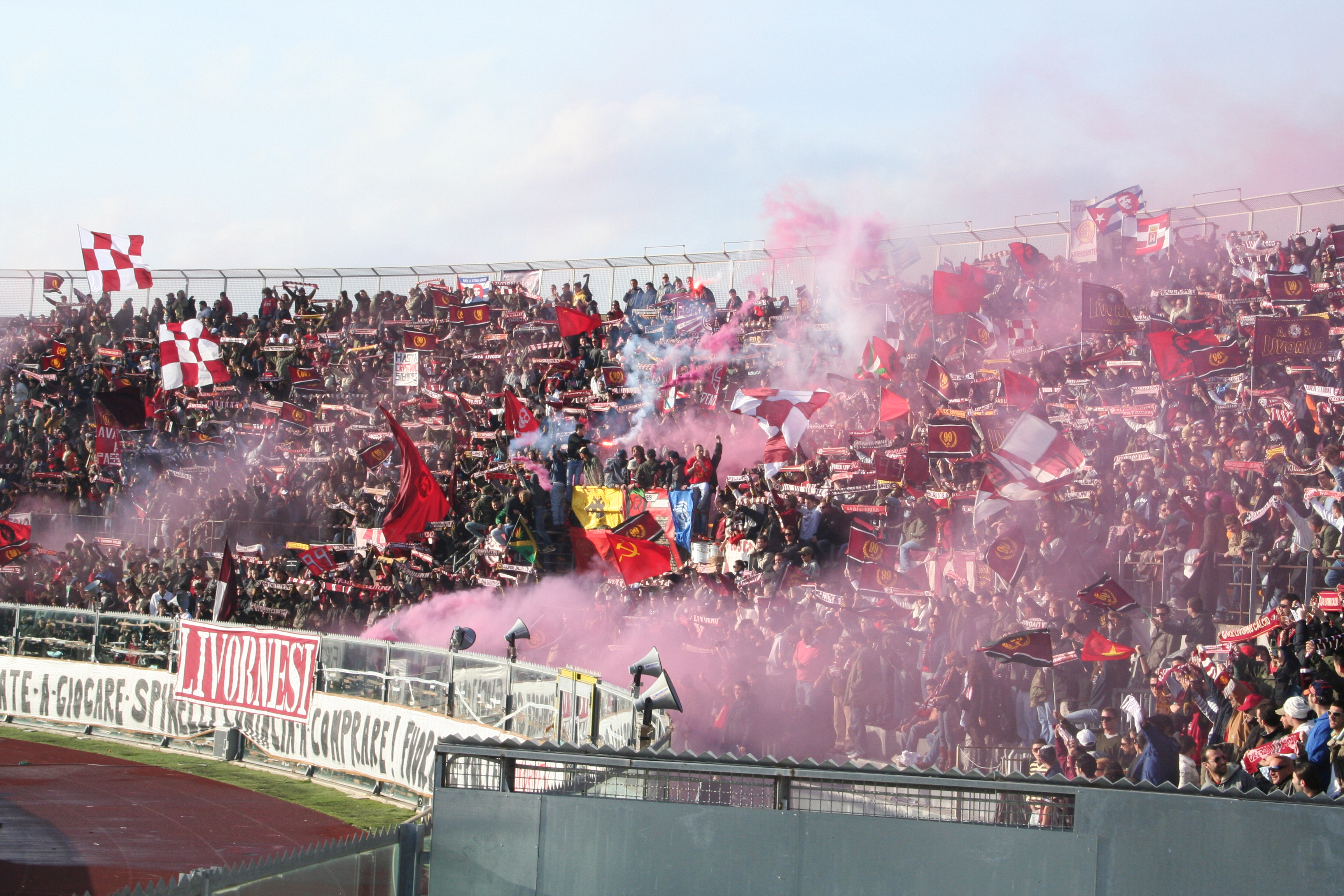
La curva dei tifosi del Livorno

### Gemellaggi e rivalità
La tifoseria labronica ha da sempre nel Pisa la sua più grande avversaria calcistica, così come forte è il campanilismo tra le due città anche in ambiti non sportivi. Nel contesto toscano vi è rivalità anche con il Siena, l'Arezzo, la Lucchese e dopo un gemellaggio interrotto, la Fiorentina. Altre grandi rivalità, più recenti, sono nate con la Lazio, la Roma, il Brescia, il Bologna, l'Ascoli, il Verona, il Catania, il Palermo, il Latina, la Massese e la Carrarese. Per via dell’orientamento di destra, c’è anche astio verso la tifoseria organizzata della Viterbese.
Gli ultras livornesi intrattengono gemellaggi con i tifosi dell'Olympique Marsiglia e dell'AEK Atene. Buoni rapporti vi sono con le tifoserie organizzate di Pescara, Ternana, Atalanta ed Empoli; mentre si registra un'amicizia nel segno dell'antifascismo con le tifoserie di Celtic e Virtus Verona. Sussistono buoni rapporti anche con la tifoseria dell'Adana Demirspor.